# The Monolith
The Monolith (englisch für Der Monolith) ist eine markante, sich von der Basis zur Spitze verjüngende Felsnadel von 80 m Höhe in der Gruppe der ostantarktischen Balleny-Inseln. Sie ragt unmittelbar vor dem nördlichen Ende einer bislang unbenannten kleinen Insel südlich von Sabrina Island auf.
Benannt ist die Insel nach ihrer Form.